# Mummolus

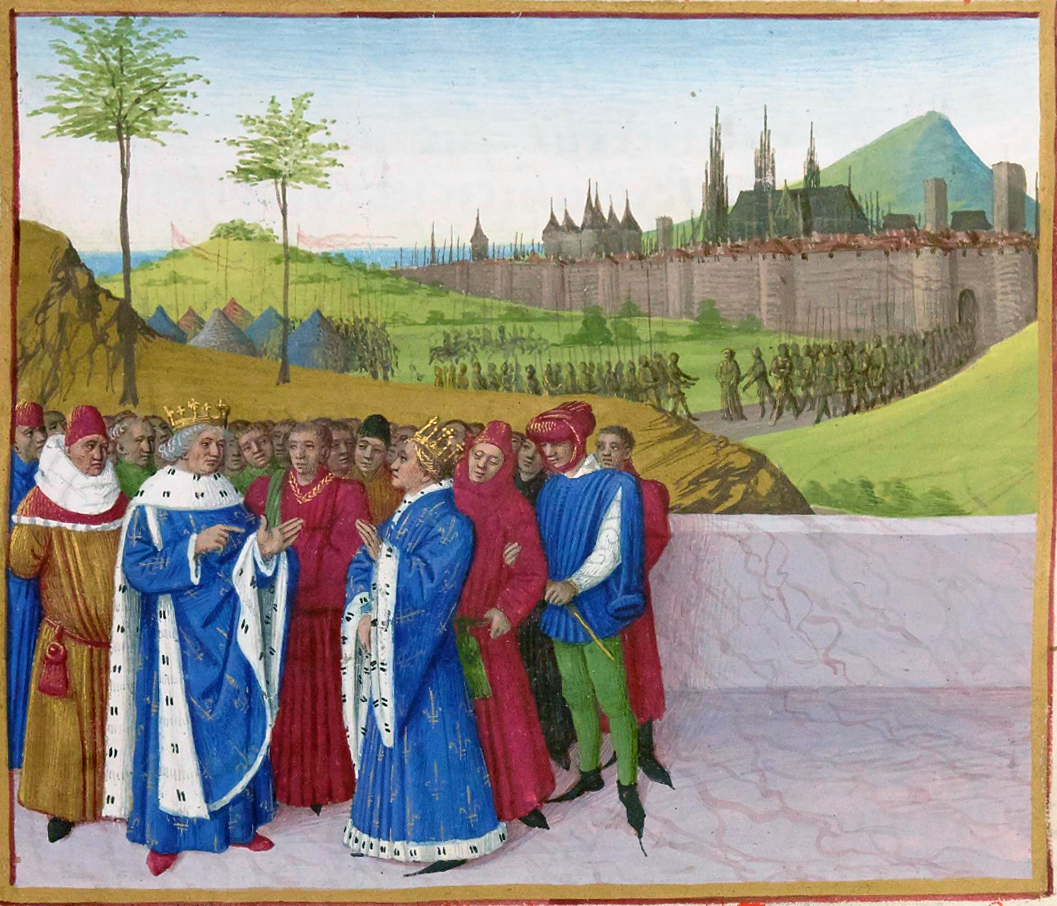
Verhandlung zwischen Guntram und Childebert II., im Hintergrund der Verrat des Mummolus

Mummolus (eigentlich Eunius; auch Mommolus, Mummulus; † 585) wurde unter dem Namen Eunius als Sohn des Peonius, comes (Graf) von Autissiodorum (Auxerre), geboren. Er war ein gallo-römischer Patricius und Präfekt, der dem fränkischen König Guntram I. als Feldherr diente.

## Leben
Seine Karriere begann mit einem Betrug: Sein Vater Peonius schickte ihn mit Geschenken zu König Guntram, damit er in seinem Amt bestätigt würde, doch Mummolus nutzte die Geschenke, um sich selbst als comes einsetzen zu lassen.
Als König Chilperich I., Guntrams Bruder, im Jahr 562 Tours und Poitiers angriff, zeichnete sich Mummolus bereits als militärischer Führer aus.
Nachdem der Patricius Amatus bei der Verteidigung Galliens gegen die Langobarden gefallen war, ernannte Guntram Mummolus 571 zum Patricius und schickte ihn aus, um die erneut eindringenden Langobarden zu vertreiben. Bei Mustiœ Calmes (Les Chamousses), nahe der Stadt Ebrodunum (Embrun), konnte Mummolus die Langobarden 572 umzingeln und schlagen.
Sachsen und Langobarden waren gemeinsam nach Italien gezogen, doch kam es zu Streitigkeiten zwischen beiden Stämmen, woraufhin die Sachsen beschlossen, in ihre alte Heimat zurückzukehren. Nahe der villa Stablo (die Stadt Estoublon oder Establon) gelang es Mummolus, den sächsischen Einfall zu stoppen: Einer blutigen Schlacht folgten Verhandlungen, mit dem Ergebnis, dass die Sachsen ihre Beute zurückgaben, die Gefangenen freiließen und dafür unbehelligt nach Italien zurückkehren durften.
Im nächsten Jahr (wohl 573) zogen zwei sächsische Gruppen aus Italien kommend über Nizza bzw. Embrun plündernd nach Avignon. Dort verwehrte ihnen Mummolus den Übergang über die Rhone, bis sie sich den Übergang gegen Gold erkauften. Die Sachsen zogen weiter nach Clermont, wo sie große Mengen „Falschgeld“ in Umlauf brachten, bevor sie in ihre alte Heimat zurückkehrten.
Einen langobardischen Einfall in die Provence unter den Herzögen Zaban von Pavia, Amo (wohl Hammo) und Rodanus konnte Mummolus 575 abweisen, die Belagerungen von Gratianopolitanam urbem (Grenoble) und Valence aufheben und die Eindringlinge vertreiben.
Während des Merowingischen Bruderkrieges schickte Chilperich I. 573 seinen Sohn Chlodwig, um Burgund, das Reich des Guntram, anzugreifen, aber Chilperich I. wurde von Mummolus aus Tours vertrieben und floh nach Bordeaux. Dann eroberte Mummolus Poitiers für den damals mit Guntram verbündeten Sigibert I. von Chilperich I.
Mummolus griff 576 Desiderius von Aquitanien, den Feldherrn des Chilperich I. in Lemovicinum (Limoges) an, der in Burgund eingefallen war und kehrte durch die Auvergne nach Burgund zurück.
Aus unbekannten Gründen floh Mummolus 581 aus Burgund nach Avignon, als Childebert II. (Austrasien) sein Bündnis mit Guntram (Burgund) brach und sich mit Chilperich I. (Neustrien) verbündete. In Avignon wurde er von Childeberts eigenmächtig handelndem dux (Herzog) Gunthram Boso belagert, bis Childebert davon erfuhr und die Belagerung aufhob.
Mummolus schloss sich um 582 dem Aufstand Gundowalds an, der als angeblicher Sohn des Chlothar I. (511–561) Herrschaftsansprüche in Neustrien und Burgund geltend machte. 584 schloss sich auch Desiderius (s. oben), der sich insgeheim mit Mummolus verständigt hatte, der Revolte an. Im Dezember 584 wurde Gundowald im Dorf Brive-la-Gaillarde an der Corrèze (Briva-Currezia) im Limousin zum König ausgerufen. Guntram von Burgund rüstete ein Heer und drängte die Aufständischen nach Süden ab. Gundowalds Anhängerschaft begann zu bröckeln. Im März 585 sagte sich nach Desiderius auch Mummolus, dessen Frau und Kinder bereits gefangen waren, im belagerten Comminges von Gundowald los, als König Guntram mit ihm Verhandlungen aufnahm und ihm das Leben zusicherte. Nach einer Beratung mit den anderen Vornehmen (Chariulf, Waddo und der Bischof von Gap Sagittarius) lieferte Mummolus Gundowald aus, wurde aber von Guntram wegen seiner Beteiligung am Aufstand trotz aller Vereinbarungen hingerichtet. Alle Einwohner von Comminges wurden massakriert und der Ort vollständig niedergebrannt. Guntram plünderte die Schätze des Mummolus und ließ der Witwe nur das Erbe ihrer Eltern.
Nach Gregor von Tours soll ein Präfekt namens Mummolus von Königin Fredegunde, die ihm vorwarf am Tod ihres Sohnes Theuderich Schuld zu tragen, der Zauberei angeklagt und gefoltert worden sein. Schließlich sei er an den Folgen des „Prozesses“ gestorben.